# Речен километър
Речен километър (р.км.) е разстоянието от устието на реката (към воден басейн или друга река) до определена точка по нейното течение. Речният километър е важен параметър, използван в сводките за дадената река. В англоезичните страни се употребява речна миля.
Устието се брои за „нулев километър“ и стойностите нарастват нагоре по течението. Така например по река Дунав пристанище Русе е на 490-и р.км., пристанище Лом е на 742-ри р.км., а пристанище Видин – на р.км. 790.
Основната причина за обратното отчитане е измерването на участъка, годен за корабоплаване по реката, като се казва, че реката е плавателна до съответния речен километър. Устието на реката е ясно определимо, докато изворите на реката може да са повече на брой или да не може да се определи точно местоположението им. Когато реката се влива чрез делта, която заема голяма площ и може да се измества от наноси, нулевият километър започва от характерна точка.
Речният километър се изписва по табели на брега или (много по-рядко) чрез плаващи табели във водата. Задължително обаче, за целите на навигацията, речните километри се обозначават на топографските карти.